# Прикарпатський сірконосний басейн
Прикарпатський сірконосний басейн

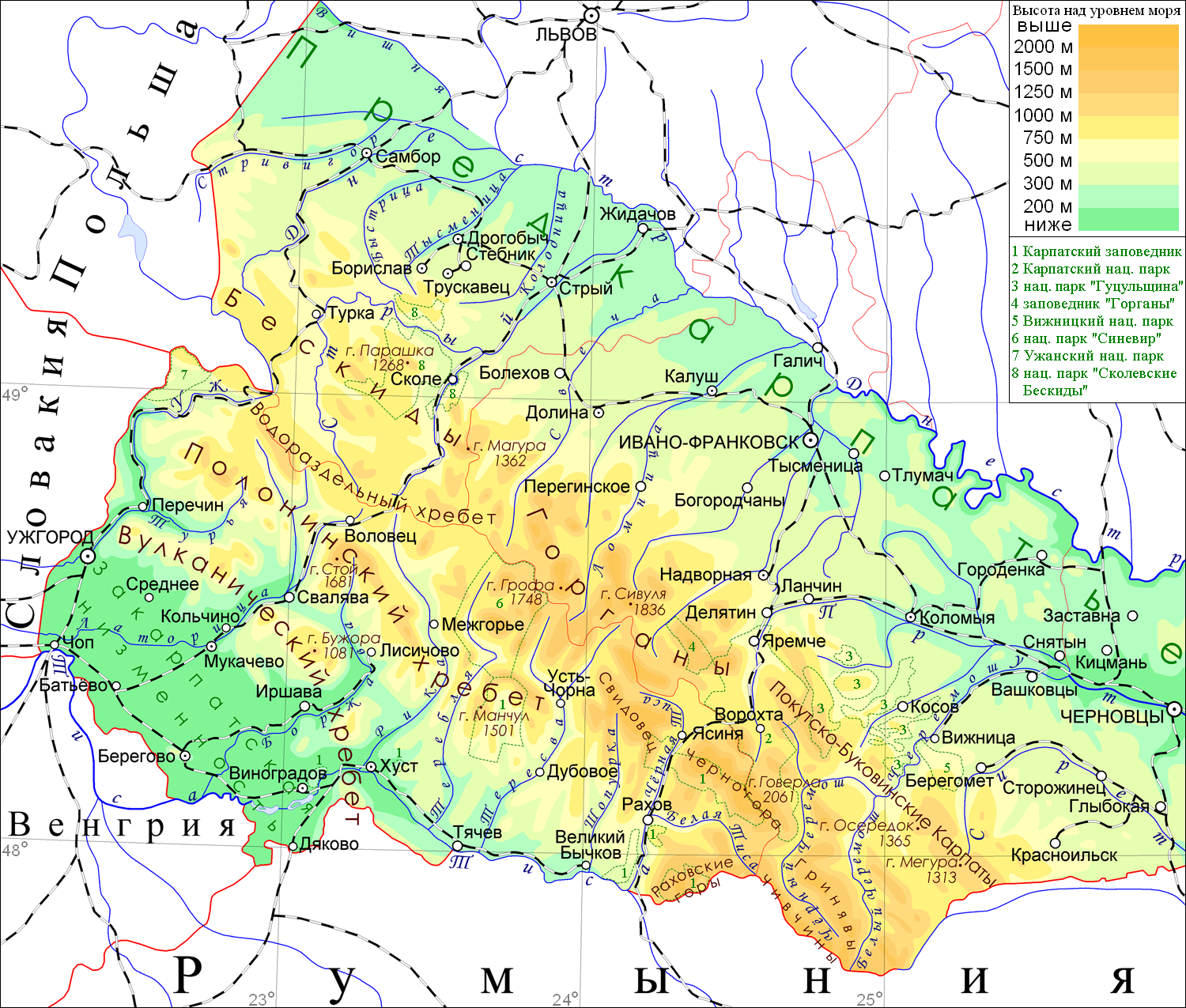
Українські Карпати: українська Прикарпаття и українська Закарпаття

В межах Прикарпатського сірконосного басейну, який простягається неширокою смугою (10–20 км) в Передкарпатті з південного сходу на північний захід від румунського до польського кордону, відомо більше двадцяти родовищ і проявів самородної сірки, з них сім родовищ і один прояв на території Івано-Франківської області. Прикарпатський сірконосний басейн був основним джерелом сірки для агрохімічної промисловості колишнього СРСР. 90 % від загального виробництва сірки використовується на виготовлення сірчаної кислоти, яка, в основному, йде на одержання мінеральних добрив.
На даний час в Україні працює єдине підприємство по виробництву сірки в Львівській області (ПВС).
Із семи родовищ Івано-Франківської області на двох (Загайпільському і Шевченківському) проведена детальна розвідка і запаси їх затверджені в ДКЗ СРСР в 1982 і 1985 роках в таких кількостях:
- на Загайпільському — 17,3 млн т;
- на Шевченківському — 14,7 млн т.

На Тлумацькому і Жуківському родовищах проведена попередня розвідка, а на Велико-Кам'янському — пошуково-оціночні роботи. Запаси їх затверджені Науково-технічною радою ДГП «Західукргеологія» в кількості 18,4 млн т.
В останні роки (кінець 80-х — початок 90-х) в області відкриті родовища: Любовецьке і Коломийське із запасами і прогнозними ресурсами 15 млн т та 7 млн т відповідно. Тут проведені тільки пошукові роботи.
Загальні запаси сірки в області складають 32 % запасів Прикарпатського сіркового басейну.
Геологічна будова всіх родовищ подібна. Самородна сірка пов'язана з вапняками тираської свити неогену і утворює в них вкраплення, прожилки, гнізда з середнім вмістом чистої сірки 24–27 % від загальної маси руди. Потужність пластів від 0,1 м до 30 м. Глибина залягання сірчаних руд — від 66 м (Тлумацьке родовище) до 450 м (Любовецьке, Коломийське родовища).
В зв'язку з великою глибиною залягання руд (більше 100 м), видобуток можливий тільки методом підземної виплавки сірки (ПВС).
Частина Тлумацького родовища, де руди залягають на глибинах менше 100 м, має незначні запаси (менше 1 млн т), тому видобуток кар'єром тут нерентабельний.
При підземній виплавці сірка на місці залягання розплавляється перегрітою водою, яка під тиском подається через свердловини в сірчаний пласт, а рідка сірка відкачується на поверхню. Цим методом видобувається сірка в польських родовищах (які є продовженням Прикарпатського сірконосного басейну в Польщі) та Язівському і Немирівському родовищах Львівської області.
Для підземної виплавки сірки необхідні певні умови — водотривкість порід, які залягають зверху і знизу сірчаного пласта (наявність екрану) та водопроникність сірчаних руд, наявність тріщин, пор, пустот по яких могла б циркулювати перегріта вода.
Характерною відмінністю родовищ сірки в межах Івано-Франківської області від тих, що експлуатуються методом ПВС в Польщі і Львівській області, є значно нижча водопроникність руд, що не дає можливості застосувати існуючу технологію видобутку.
На базі Загайпільського родовища в 1978–1981 роках працювала дослідна установка ПВС. За декілька років видобуто понад 5 тис. т сірки, доказана принципова можливість видобутку сірки з руд з малою проникністю. Проте низька культура виробництва, відхилення від проекту, організаційні прорахунки привели до припинення робіт і ліквідації дослідно-промислової установки через нерентабельність.
Зарубіжний досвід показує, що застосування новітніх технологій може зробити рентабельним видобуток сірки на родовищах Прикарпаття.